# Aquaphobie

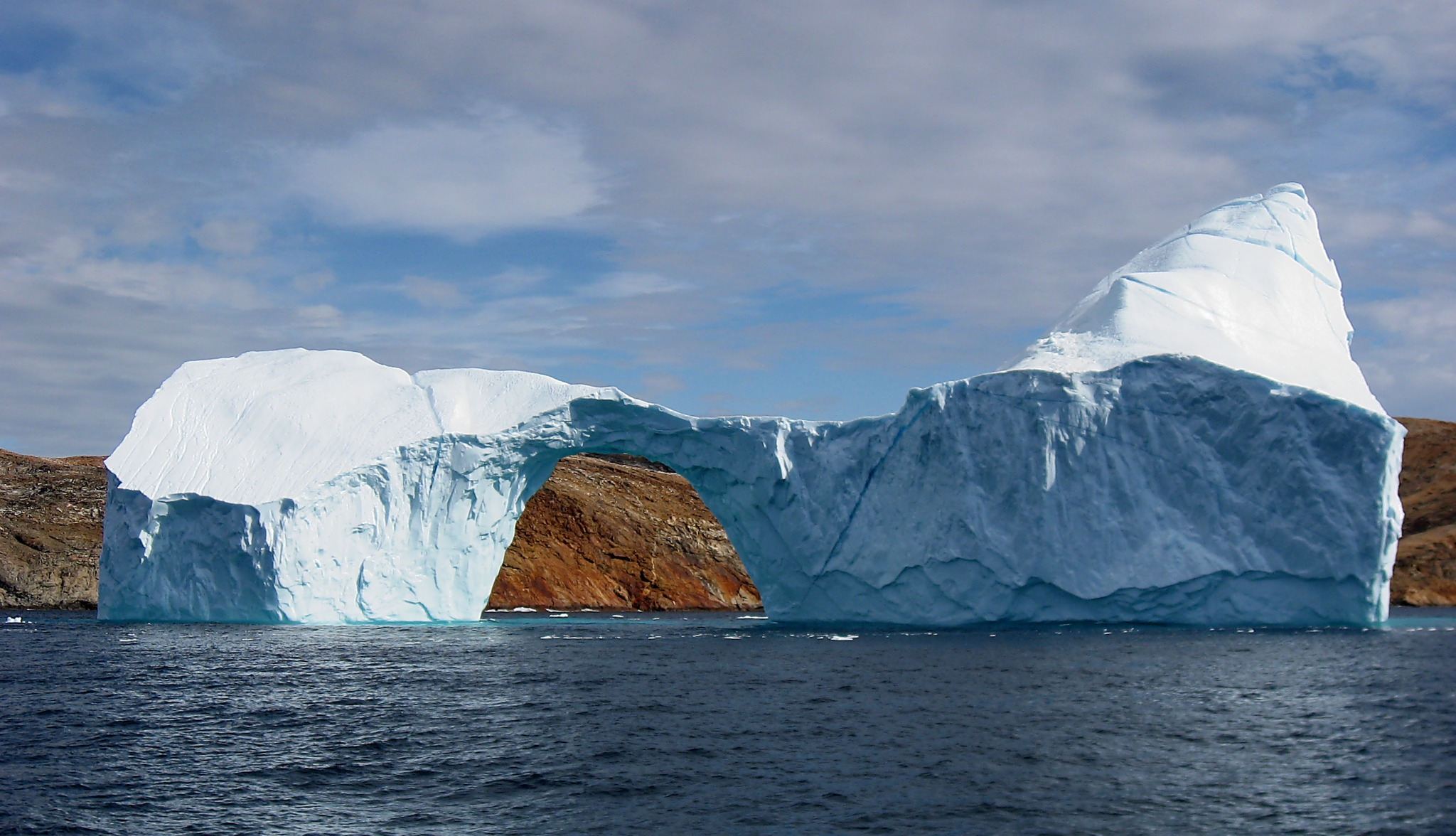

Ne doit pas être confondu avec hydrophobie (physique).
L'aquaphobie  (mot composé du latin : aqua signifiant « eau » et du grec : φόβος / phobos signifiant « peur ») est une peur irraisonnée et chronique de l'eau. L'aquaphobie est une phobie spécifique impliquant un niveau de peur au-delà du contrôle d'un individu ou qui interfère dans sa vie quotidienne. Les individus souffrent de différentes manières et peuvent en faire l'expérience même si ceux-ci savent que l'eau d'un océan, d'un lac ou même d'une baignoire n'expose à aucun danger imminent. Ils peuvent éviter des loisirs comme naviguer en barque, se baigner ou même nager dans les eaux profondes même s'ils savent nager. Cette anxiété en général s'étend jusqu'à la peur de se faire mouiller ou éclabousser quand la personne ne s'y attend pas, ou encore de se faire pousser ou jeter dans l'eau.

## Épidémiologie
L'aquaphobie est l'une des phobies simples les plus communes, avec la peur irraisonnée des chiens (cynophobie), des hauteurs (acrophobie), des espaces confinés (claustrophobie) et des voyages aériens (aviophobie),.
En Islande, dans un article sur les troubles anxieux, Lindal et Stefansson suggèrent que l'aquaphobie pourrait affecter 1,8 % de la population islandaise générale, soit un individu sur cinquante.

## Causes
Les psychologues suggèrent que l'aquaphobie se manifeste chez les individus à travers un mélange de facteurs génétiques et expérimentaux.
Un groupe de maîtres-nageurs à Singapour a étudié le comportement de ses élèves. Il a trouvé, parmi les enfants aquaphobes, une peur d'être immergé dans l'eau (surtout la tête). Plus précisément, la submersion du nez et des oreilles sont les peurs les plus constatées.

## Traitement de l'aquaphobie
De nombreuses piscines publiques proposent des cours de lutte contre l'aquaphobie, souvent en groupe. Des écoles privées ou centres d'aquagym proposent en plus de leurs cours habituels, des séances pour aquaphobes en groupe plus petits (4 personnes par exemple). De nombreux clubs de natation proposent également ce format de leçon collective. D'autres associations spécialisées proposent d'y remédier, comme Le Pied dans l'eau. Des maîtres-nageurs indépendant peuvent aussi proposer ce type de prestation, sous forme collective ou individuelle, pourvu qu'ils accèdent à une piscine.Le programme de l'école de natation Ace Dolphin de Singapour intègre la pratique de la nage en tenue vestimentaire afin de simuler des situations réelles, préparant ainsi les individus à réagir de manière appropriée face à des circonstances imprévues dans l'eau.

## Dans la fiction
Le personnage principal du film The Truman Show est devenu aquaphobe depuis que son père est (supposément) mort noyé lors d'une tempête en pleine mer.
Dans la saga de films Vendredi 13, le personnage principal Jason Voorhees a une peur légitime de l'eau puisqu'il s'est noyé durant son enfance au camp de Crystal Lake. Une démonstration clairement illustrée est évoquée dans Freddy contre Jason de Ronny Yu.
Le héros du jeu vidéo éponyme Sonic the Hedgehog ne sait pas nager et est donc souvent considéré comme aquaphobe. Dans plusieurs adaptations comme les séries Sonic X (épisodes 1 et 16 de la saison 1), Sonic Boom (saison 2, épisode 7) ou encore dans certaines scènes de Sonic 2, le film, Sonic manifeste une peur explicite de l’eau et évite les zones aquatiques. Yuji Naka, l’un des pères du hérisson, a déclaré que cette incapacité à nager venait du fait qu'il pensait que les hérissons ne savaient pas nager.